# Капитан Крюк (фильм)
«Капитан Крюк» (англ. Hook, дословно: Крюк) — кинофильм Стивена Спилберга. Фильм представляет собой вольное продолжение сказочной повести «Питер и Венди» Дж. М. Барри. Сценарий был в свою очередь новеллизирован Терри Бруксом.

## Сюжет
Адвокат Питер Беннинг настолько увлечён работой, что далеко не всегда может посвятить себя жене и детям. Причём если дочке Мэгги он уделяет достаточно внимания (в начале фильма он был на её школьном спектакле «Питер Пэн»), то с сыном Джеком у него проблемы. Однажды он опоздал на его бейсбольный матч (который он проиграл), и Джек смертельно его возненавидел. Во время авиаперелёта в Лондон он даже нарисовал рисунок пожара их самолёта, где у всех членов семьи есть парашюты, а Питер падает без него.
В Англии оказывается, что Питер сирота, и найти семью ему помогла бабушка его жены Мойры — та самая Венди Дарлинг из сказки о Питере Пэне. Вскоре Джека и Мегги похищают, похитители оставили папирусовую записку о том, что необходимо присутствие Питера по просьбе его детей. Подпись на ней — «Капитан Крюк». Друг Венди, чудаковатый старичок Тутлс (в прошлом — один из Потерянных мальчишек), говорит, что «надо лететь, драться и кукарекать». Полиция ничего не может сделать, поскольку похитители не оставили никаких следов.
Вечером следующего дня к Питеру прилетает фея Динь-Динь, и оказывается, что он не кто иной, как повзрослевший Питер Пэн! Но - именно повзрослевший, и потому забывший свое прошлое. Динь убеждает его вернуться в Нетландию, хотя он больше не верит в эту страну и волшебство, и Питер соглашается, понимая, что только так он может спасти детей.
Используя парашютик, сделанный Мэгги под влиянием рисунка Джека, Динь переносит Питера в старый дом. Там его вскоре узнают. Тем не менее, Крюк, не желающий убивать беззащитного, ставит Динь ультиматум: либо она за три дня сделает Питера прежним, либо он убьёт детей. (На самом деле Крюк не собирается их убивать, но Динь об этом не знает). Питер сперва не признаётся Потерянными мальчишками, которые за это время сделали новым главарём боевого индейца Руфио. Но один мальчик узнает на его лице улыбку Пэна, и остальные ребята (кроме Руфио) тоже переходят на его сторону. Они начинают тренировать Питера для возвращения в боевую форму, но без особого успеха. Однако Питер постепенно приходит в себя: за ужином к нему возвращаются дар воображения (с помощью которого он увидел еду) и владение мечом, которым он ловко разрубил кинутый в него кокос.
Капитан Крюк в это время по совету своего помощника Сми решает убедить Джека и Мэгги, что на самом деле они не нужны отцу, и что у Крюка им будет лучше. Мэгги, всем сердцем верящая в отца, не поддаётся на эти провокации, но обиженный Джек очень быстро начинает поддаваться. Вскоре бездетный Крюк искренне привязывается к Джеку, и начинает делать для него всё, чего не мог (или не хотел) сделать Питер: например, устраивает мальчику бейсбольный матч, в котором он побеждает, и помогает выместить всю злобу на отца на пугающих капитана часах. Во время бейсбольной игры Питер пытается украсть у Крюка его протез, чтобы снова научиться кукарекать, но заглядывается на игру. Увидев, что Крюк уже полностью переманил Джека к себе, Питер с новым рвением начинает попытки взлететь, но не может этого сделать. Вдруг его тень снова от него отделяется, как когда-то в детстве, и указывает ему на вход в старое подземное убежище мальчишек. Питер попадает туда, и вспоминает их давние битвы против капитана.
В этот момент он вспоминает момент начала своего взросления: он прилетел к постаревшей Венди и увидел Мойру. Он влюбился в неё с первого взгляда и поцеловал, после чего решил не возвращаться в Нетландию. Так Питер понимает, что вырос из-за желания стать отцом. Вспомнив счастливые дни с Мойрой, он возвращает себе способность летать: полет доступен только счастливому человеку, которому есть что вспомнить. Он вылетает наружу и снова оказывается в своём старом травяном костюме. Руфио окончательно признаёт Питера Пэном и становится его верным другом.
Вечером Динь увеличивает себя до размеров человека и признаётся Питеру, что всегда была влюблена в него. Питер не отвечает ей взаимностью, но её признание заставляет его вспомнить о Мойре и детях, и он принимает решение атаковать пиратов. Это происходит очень вовремя: Крюк уже одел Джека в копию своего костюма, и готовится надеть на него первую пиратскую серьгу. Джек за это время вошёл в своеобразный транс и считает, что всегда был пиратом. Появление Питера всех шокирует, а Джек его не узнаёт. Начинается массовое сражение мальчишек с пиратами. В момент драки Питер рассказывает Джеку о получении своей заветной мысли, и Джек вспоминает его, а также начинает приходить в себя (например, во время наблюдения за битвой он понимает, что только сейчас по-настоящему осознал, во что одет). Вскоре чаша весов склоняется на сторону мальчишек: пираты начинают спасаться бегством. Затем Питер идёт спасать Мэгги, а Крюк сходится в долгожданном поединке с Руфио, которого он ненавидит. Но подросток, даже хорошо владеющий клинком - не противник для опытного бойца. Руфио погибает от шпаги капитана. Перед смертью он говорит Питеру, что его заветная мысль — иметь такого отца, как Питер. Это заставляет Джека окончательно осознать, что его ненависть к отцу была напрасной.
Питер готов насмерть драться с Крюком, но Джек убеждает его отказаться от этого намерения, говоря, что хочет домой. Взяв Джека и Мэгги, Питер в компании Мальчишек начинает уходить, но затем всё-таки задерживается под влиянием угроз Крюка: тот обещает никогда не оставлять в покое его жену и детей, и Питер не может игнорировать такие слова. Начинается поединок Питера с Джеймсом. Победа вначале клонится на сторону Крюка, но затем Питер, которым движет любовь к семье и вера сына, собирается с силами и побеждает капитана, измотав и обезоружив его. Он готов пощадить Крюка, но тот пытается предательски его убить. Однако крокодил, съевший когда-то руку пирата, но после убитый им и превращённый в часы, внезапно оживает и падает на капитана, повторно съедая его. Питер оставляет Толстенького лидером команды, а сам улетает. Вернувшись в Англию, он отдаёт Тутлсу его мраморные шарики, служившие ему заветной мыслью, и Тутлс возвращается в Нетландию.

## В ролях
- Дастин Хоффман — капитан Джеймс Крюк
- Робин Уильямс — Питер Беннинг / Питер Пэн
- Джулия Робертс — Динь-Динь
- Боб Хоскинс — Сми, слуга капитана Крюка / уборщик в Кенсингтон Гарденс
- Мэгги Смит — бабушка Венди / Венди средних лет
- Кэролайн Гудолл — Мойра Беннинг
- Чарли Корсмо — Джек «Джеки» Беннинг
- Эмбер Скотт — Мэгги Беннинг
- Лаурел Кронин — Лайза, экономка Вэнди
- Фил Коллинз — инспектор Гуд
- Артур Мэлет — Тутлс
- Исаиах Робинсон — Покетс, потерявшийся мальчик
- Джейсен Фишер — Эйс, потерявшийся мальчик
- Данте Баско — Руфио, король потерявшихся мальчиков
- Раушан Хаммонд — Туд Батт, потерявшийся мальчик
- Джеймс Мадио — Не-Спрашивай, потерявшийся мальчик
- Томас Тулак — Малыш, потерявшийся мальчик
- Алекс Цукерман — Шпингалет, потерявшийся мальчик
- Ахмад Стонер — Не-Спать, потерявшийся мальчик
- Гвинет Пэлтроу — Молодая Венди
- Дэвид Кросби — Тиклс
- Джимми Буффетт — один из пиратов
- Гленн Клоуз — эпизод
- Кэрри Фишер — эпизод
- Джордж Лукас — эпизод

## Игра
В 1991 году на Sega и SNES вышла одноимённая игра.

## Кассовые сборы
Спилберг, Уильямс и Хоффман не стали брать зарплату за данный фильм. Их сделка требовала, чтобы они разделили 40 % дохода TriStar Pictures. Они должны были получить 20 миллионов долларов из первых 50 миллионов долларов в виде проката театральных фильмов, а TriStar оставил в прокате следующие 70 миллионов долларов до того, как все трое возобновили получение своего процента. Фильм был выпущен в Северной Америке 11 декабря 1991 года, заработав 13,522,535 долларов в первые выходные. В Северной Америке он составил 119,654,823 долларов США, а в других странах 181,200,000 долларов США, что в целом составило 300,854,823 долларов США. Это шестой фильм с «пиратской тематикой», ставший самым кассовым, после всех пяти фильмов про «Пиратов Карибского моря». В целом по Северной Америке это был шестой фильм с наибольшим количеством кассовых сборов в 1991 году и он занял четвёртое место по количеству кассовых сборов в мире. В итоге компания получила прибыль в размере 50 миллионов долларов США, но всё же была объявлена финансовым разочарованием, из-за выпуска мультфильма Диснея «Красавица и Чудовище» и снижением кассовые сборы по сравнению с предыдущими годами.

## Критика и отзывы
В целом фильм получил смешанные отзывы. На агрегаторе рецензий Rotten Tomatoes рейтинг одобрения составляет 29 % на основе 65 рецензий со средним рейтингом 4,7 из 10. Консенсус сайта гласит: «Вид „Крюка“ действительно выглядит живым, но Стивен Спилберг направляет фильм автопилотом, слишком быстро поддаваясь своим сентиментальным, гадким качествам». На Metacritic рейтинг составляет 52 балла из 100, основываясь на 19 рецензиях, что указывает на «смешанные или средние отзывы». Позже Стивен Спилберг признался в своём интервью, что он сам не очень любит этот фильм.
Роджер Эберт из «Chicago Sun-Times» заявил, что «печальная вещь в сценарии фильма заключается в том, что он так правильно назван: вся эта конструкция на самом деле не более чем крючок, на котором можно повесить новую версию истории Питера Пэна. Не предпринимается никаких усилий, чтобы задействовать магию Питера в изменившемся мире, в котором он теперь живёт, и мало внимания уделялось необычайной настойчивости Капитана Крюка в желании вернуться к событиям прошлого. Неудача в «Крюке» заключается в его неспособности переосмыслить материал, найти что-то новое, свежее или срочное, связанное с мифом Питера Пэна. Не имея этого, Спилберг должен был просто переделать оригинальную историю, прямо, для этого поколения». Питер Трэверс из журнала «Rolling Stone» после просмотра фильма чувствовал, что после этого надо «обратиться к поколению Беби-бумеров и подвергнуть их резкой критике хореографии по борьбе с мечами. Винсент Кэнби из «New York Times» чувствовал, что структура сюжета не была достаточно сбалансированной, чувствуя, что Спилберг слишком сильно зависел от художественного руководства. Хэл Хинсон из The Washington Post» был одним из немногих, кто дал фильму положительный отзыв. Хинсон подробно остановился на важных темах детей, зрелости и потери невиновности. Однако он заметил, что Спилберг «слишком сильно застрял в мире тематического парка».

## Награды
5 номинаций на премию «Оскар».